# 追加法
追加法（ついかほう）とは、元からあった法令を補うために追加された法令を指す。
日本法制史では御成敗式目を基本（「本式目」）として追加された鎌倉幕府・室町幕府の単行法令およびそれに準ずるものを指す。

## 概要
御成敗式目を制定した鎌倉幕府第３代執権･北条泰時は書状（「泰時消息文」）の中で、式目の中で規定が漏れているものについては追って差し加えることを述べており、制定当初から不備や追加すべき項目が発生した場合には追加法を定めることを前提としていた。
当初は式目の改廃・修正・追加を意図した単行法令を指して「式目追加」もしくは単に「追加」と呼ばれていたが、後には一括して示された複数の条文からなる法令、更には幕府から担当奉行や六波羅探題などに示された個別の指示や具体的案件に対する判断例、更には個々の奉行の家で必要な法令・指示・判例などを納めたとみられる「追加集」と呼ばれる資料までが追加法として扱われるようになっていった。
そのため、御成敗式目の本文と違って、日本全国の御家人に周知されないもの、鎌倉や六波羅などの訴訟担当の奉行のみが知り得るもの､なども多数含まれており、効力が場所・時間ともに限定されて同一趣旨の追加法が繰り返し出される場合もあった。
特に個々の案件に関する指示・判断は、後日において先例として奉行人の判断材料とされた可能性は高いものの、法としての拘束力はなかったとも考えられ、そうしたものまで「法」と称することに対しては異論も存在する。
それでも、実際の訴訟の場において追加法は一定の影響を与えたため、訴訟の当事者の間では追加法に関する情報収集が行われ、寺社や諸家由来の古文書に残されている場合もある。

### 室町
室町幕府においても、御成敗式目は依然として有効とされ、同式目に追加する形で立法が行われた。
特に社会の変化によって徳政令や撰銭令に代表される雑務関係の法が追加されるようになり、建武以来追加なども編纂された。
なお、ここで留意すべきことは室町幕府の追加は鎌倉幕府の御成敗式目の追加であって、室町幕府が定めた建武式目の追加ではないということである。
それは建武式目は新しい武家政権の基本方針を定めたもので御成敗式目の改廃などを意図したものではなく、御成敗式目は依然として武家政権の基本法的な立場を維持し続けたからである。